# San Ignacio de Sabaneta
San Ignacio de Sabaneta é a capital da província de Santiago Rodríguez, na parte noroeste da República Dominicana.
Sua população estimada em 2012 era de 98 453 habitantes.
Foi fundado em 1844 por Santiago Rodríguez e os irmãos Alejandro e José Bueno. Em 1854, a vila foi elevada à categoria de posto militar e em 1858 foi incorporada em um município da província de Santiago.
Sabaneta foi o centro da luta contra os soldados espanhóis durante a Guerra da Restauração, de 1863 a 1865.
Quando, em 1879, Monte Cristi tornou-se uma província, San Ignacio de Sabaneta passou a ser um município dessa nova província. Quando a nova província de Santiago Rodríguez foi criada em 1948, San Ignacio de Sabaneta tornou-se o principal município da província.
As principais atividades econômicas do município são tabaco, couros e leite.